# Tekłyne
Tekłyne (ukr. Теклине) – wieś na Ukrainie, w obwodzie czerkaskim, w rejonie czerkaskim, w hromadzie Bałakłeja. W 2001 liczyła 605 mieszkańców.